# Valentinuskapelle (Düppenweiler)

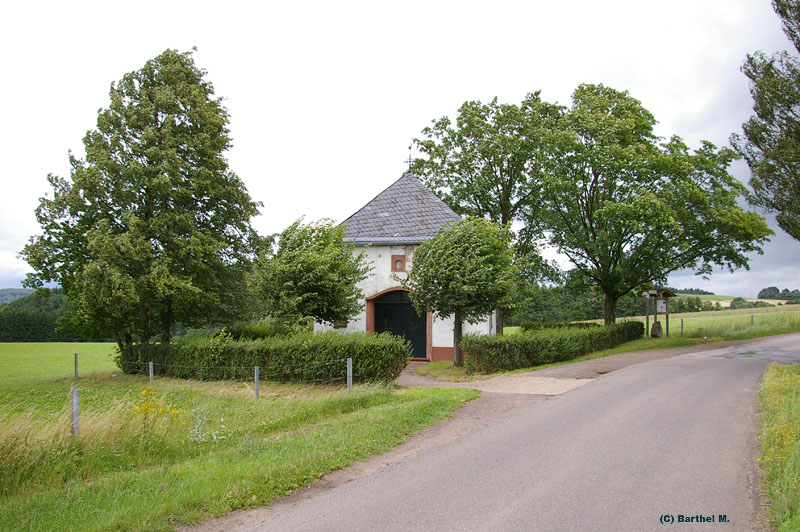
Die Valentinuskapelle im Gewann „Im alten Dorf“

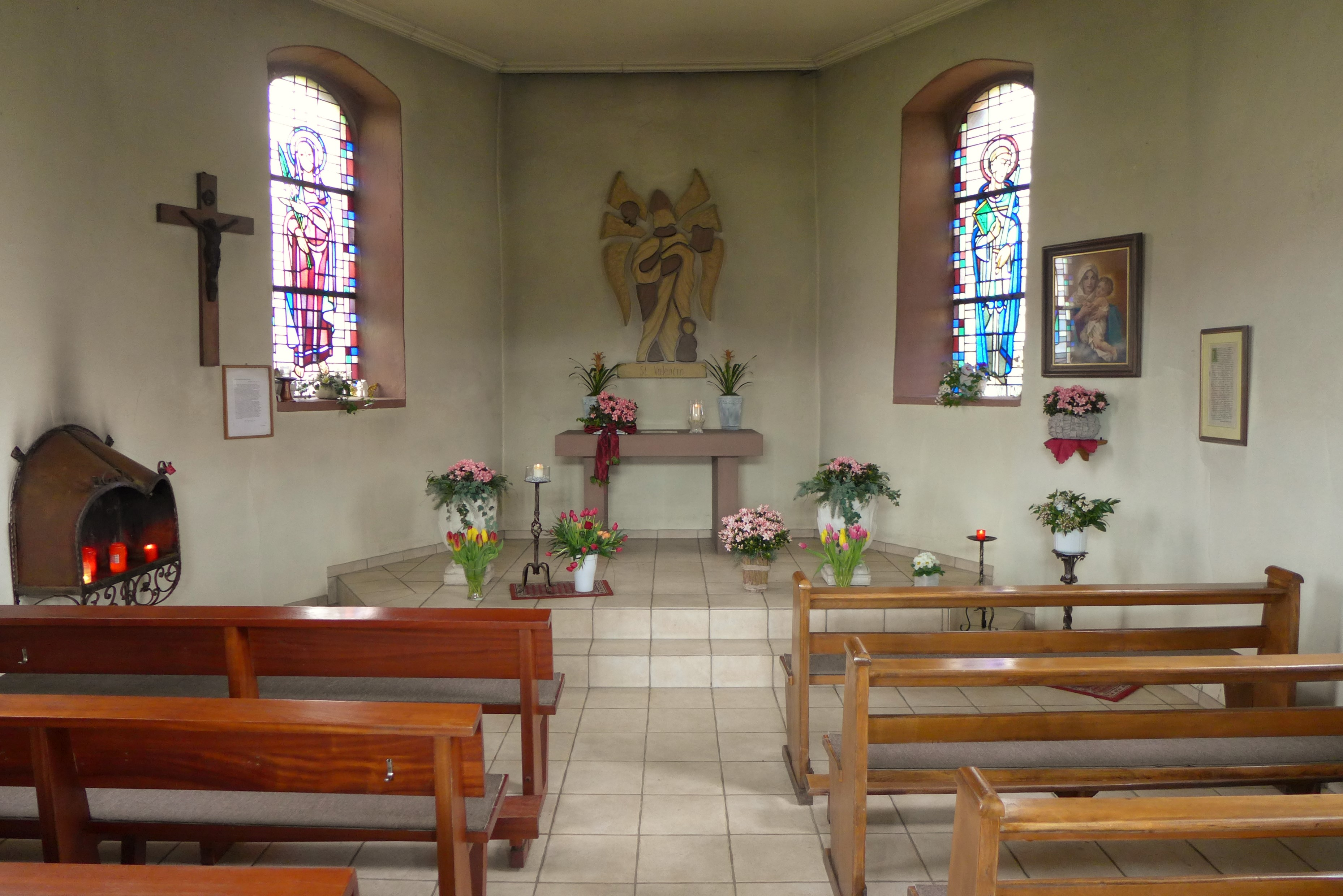
Inneres mit Blick zur Apsis

Die Valentinuskapelle ist eine katholische Dorfkapelle in der saarländischen Ortschaft Düppenweiler, einem Ortsteil der Gemeinde Beckingen im Landkreis Merzig-Wadern. In der Denkmalliste des Saarlandes ist die Kapelle in der Außener Straße, Flur 3, Flurstück 275 als Einzeldenkmal aufgeführt. Die Gebetsstätte ist im Besitz der Gemeinde Beckingen.

## Geschichte

### Ersterwähnung und Zerstörung

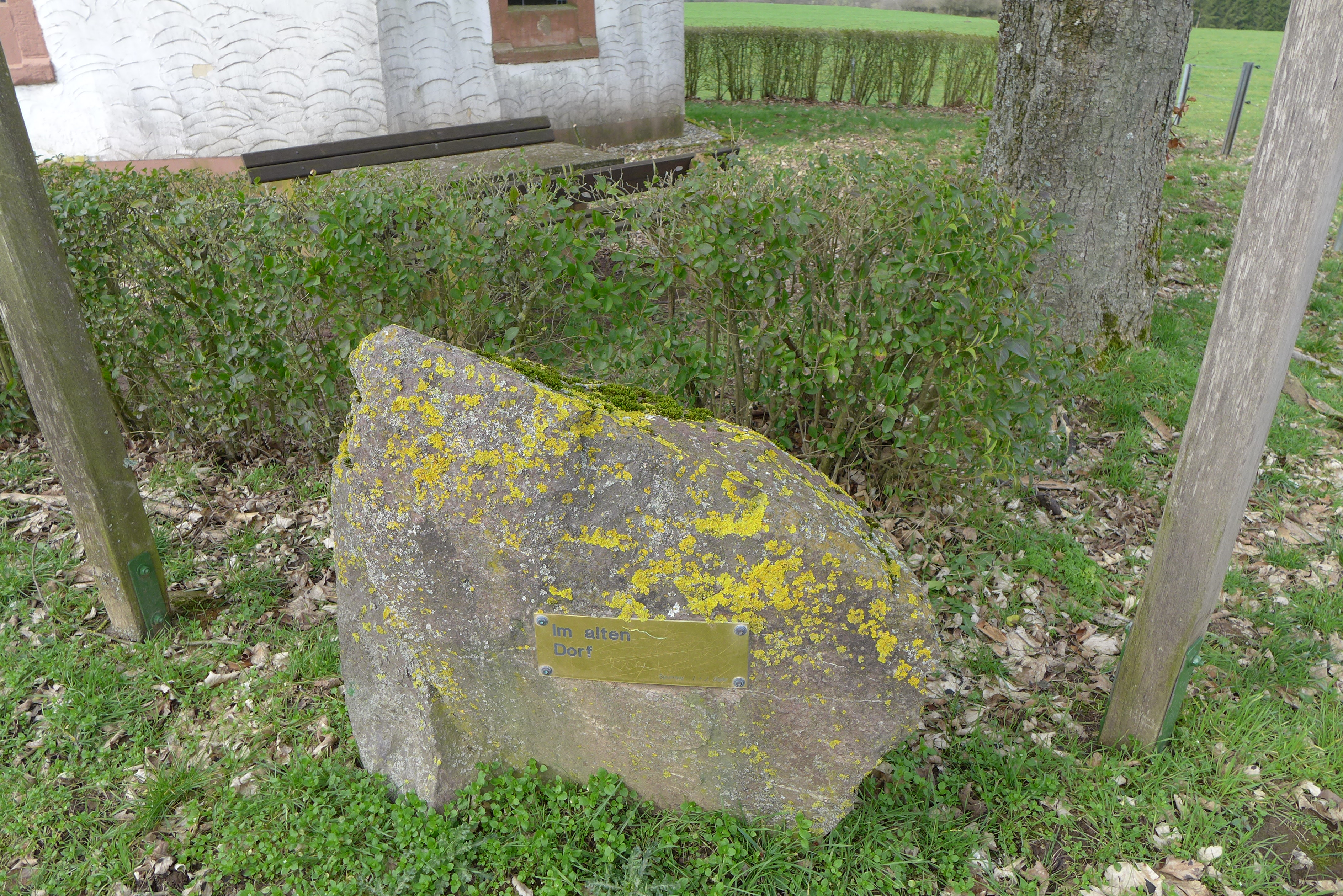
Gewannstein „Im alten Dorf“ bei der Valentinuskapelle

Der Überlieferung nach soll am Standort der Valentinuskapelle die kleine Kirche des im Dreißigjährigen Krieg zerstörten Dorfes Oberweiler gestanden haben. Das Gewann trägt bis heute den Namen „Im alten Dorf“. Über die Geschichte dieser Kirche von Oberweiler ist wenig bekannt. Im Jahre 1153 wurde sie als Gotteshaus von Villari das erste Mal urkundlich erwähnt.

### Neubau im 19. Jahrhundert
Auf Betreiben des damaligen Düppenweiler Pfarrers Anton Cannivé wurde in den Jahren 1858/1859 an dieser historischen Stelle eine Feldkapelle gebaut, die man dem heiligen Valentin von Terni weihte. An der Position, an der sich heute der Altar der Kapelle befindet, hat sich – dem Lagerbuch der Pfarrei Düppenweiler zufolge – bis zu deren Bau eine große Steinplatte erhalten, die der Altarstein der alten Kirche gewesen sein soll. Diese Steinplatte soll auch beim Bau der Kapelle 1858/1859 wieder als Altarstein verwendet worden sein. Hierhin wallfahrteten die Bewohner von Düppenweiler und der Umgegend und legten nach der mündlichen Überlieferung auf dem Altar ihre Votivgaben nieder.

### Wallfahrt
Der Wallfahrtsbrauch hat sich bis heute in der alljährlich durchgeführten Prozession erhalten, die am Sonntag nach dem Valentinstag von der Pfarrkirche St. Leodegar in Düppenweiler zur Valentinuskapelle an der Außener Straße führt. Nach alter Sitte wird dann Brot, Wasser und Salz unter Anrufung des heiligen Valentinus gegen Krankheiten von Mensch und Tier gesegnet.

### Brand und Wiederaufbau
Bei einer Verbrennung von Schnittgut bei der Kapelle fing die Kapelle im Jahr 1922 Feuer und brannte bis auf die Außenmauern ab. Erst im Jahr 1929 wurde ein Notdach mit Ziegeldeckung über den Mauern errichtet. Die Kapellenwiederherstellung kam ins Stocken und die verwahrloste Gebetsstätte diente umherziehenden Zigeunern als Notunterkunft. Pfarrer Arimont plante, die Kapelle aufzugeben und einen Neubau neben dem Kreuz am Nordhang des Litermontes neu zu errichten. Im Jahr 1931 gründete sich in Düppenweiler ein Pensionärsverein mit dem Ziel, die alte Kapelle gegen den Willen des Pfarrers wieder herzurichten. Die anfallenden Kosten wurden durch Haussammlungen bestritten. Darüber hinaus wirkten zahlreiche Helfer ehrenamtlich beim Wiederaufbau mit. Das Dach deckte man neu ein. Das heutige Kreuz an der Eingangsfassade aus der Merziger Tonwarenfabrik von Villeroy & Boch stammt aus dieser Zeit. Der Düppenweiler Pfarrer Arimont benedizierte die wiederhergestellte Gebetsstätte im Jahr 1933.

### Weihe der Pfarrei an die Mater Ter Admirabilis

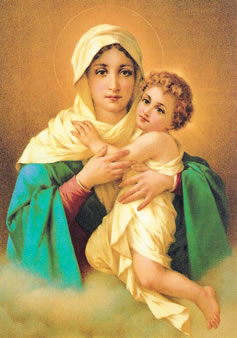
Mater Ter Admirabilis - Refugium peccatorum

Im Jahr 1944 weihte sich die Pfarrei St. Leodegar Düppenweiler der Gottesmutter Maria, indem sie eine gemalte Kopie des Bildes der Mater Ter Admirabilis von Luigi Crosio in der Valentinuskapelle als Votivgabe darbrachte. Der Dediktationstext, der neben dem Gnadenbild in der Kapelle hängt, lautet:

„Im Jahre des Heiles 1944, in der Oktav des Festes der sieben Schmerzen Mariä, am Sonntag, den 17. September, unter dem Ponitifikat Pius XII., in der Regierungszeit Erzbischofs (sic!) Rudolfs, Bischof von Trier, unter dem Pfarrer Erhard Josef Krummeich, nahm die Pfarrgemeinde die Weihe dieses Gnadenbilde, das durch die Künstlerhände eines Pfarrkindes, Johanna Schütz, seine Ausgestaltung und Vollendung fand und ein getreues Abbild des Gnadenbildes der „Dreimalwunderbaren Mutter von Schönstatt“ ist, vor. Aufstellung soll es finden an der Stelle, wo die Schrecken eines Krieges ihre Vorfahren von Haus und Hof vertrieben, wo aber die Verehrung der Gottesmutter  durch Generationen sich weitervererbte. Im furchbarsten aller Kriege, der an menschlicher Bosheit und teuflichen (sic!) Vernichtungswillens (sic!) durch keine Tat überboten werden kann, während an den Grenzen unserer engeren Heimat das Grollen und Donnern der Geschütze und der vernichtende Bombenhagel aus der Luft der Pfarrgemeinde die Schrecken und das Grauen des Krieges in greifbare Nähe trägt, weihten sich die Pfarrkinder von Düppenweiler der „Dreimalwunderbaren Mutter von Schönstatt“. Sie waren sich dessen bewußt (sic!), daß (sic!) in Zeiten allgemeiner Not, verbunden mit dem Verfall von Zucht und Sitte, nur im Geist der Buße und Sühne durch die Vermittlung der Gottesmutter huldvolle Liebe und Barmherzigkeit vom Himmel geschenktwerden (sic!) kann. Darum boten sie der Gottesmutter durch eifrigen Sakramentenempfang , Besuch der heiligen Messe, alle Ängste, Sorgen, ihr Kreuz und Leid als Opfer an einem Tag des Gebetes und der Sühne, damit sie als Gottesvermittlerin allen ihre mütterliche Liebe und Fürsorge erweise. Mögen Kinder und Kindeskinder aus Düppenweiler sich des Glaubens und Vertrauens ihrer Vorfahren stets bewußt (sic!) sein und auch in ihren seelichen (sic!) Ängsten und leiblichen Beschwerden vor diesem Gnadenbild Trost und Kraft suchen und finden. Möge die Kapelle im ‚Alten Dorf‘ eine traute Heimstätte des Gebetes und der Gnade werden.“

Zahlreiche steinerne Votivtäfelchen belegen die Verehrung des Marienbildes.

### Zerstörung im Zweiten Weltkrieg und Wiederaufbau

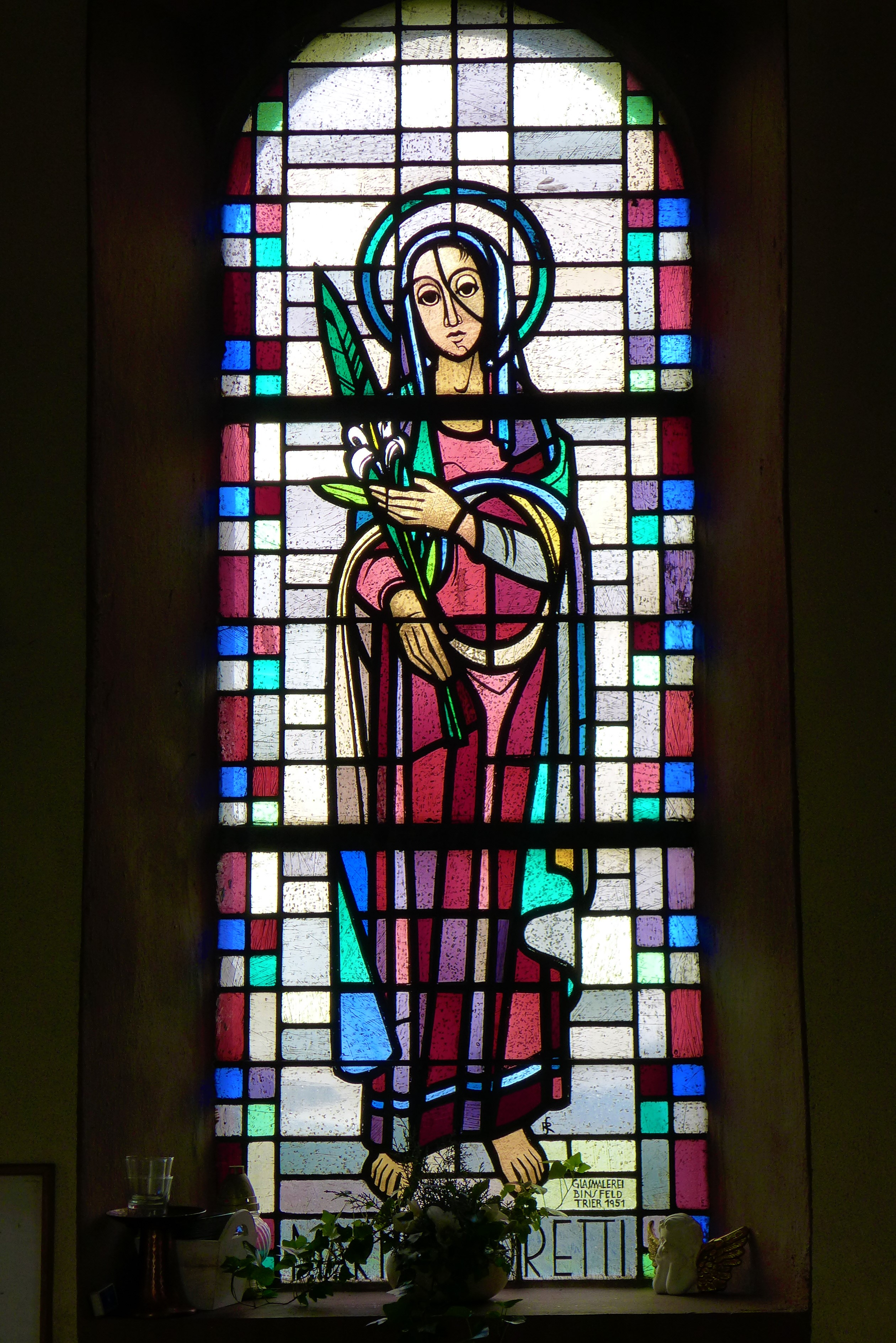
Maria-Goretti-Fenster links vom Altar

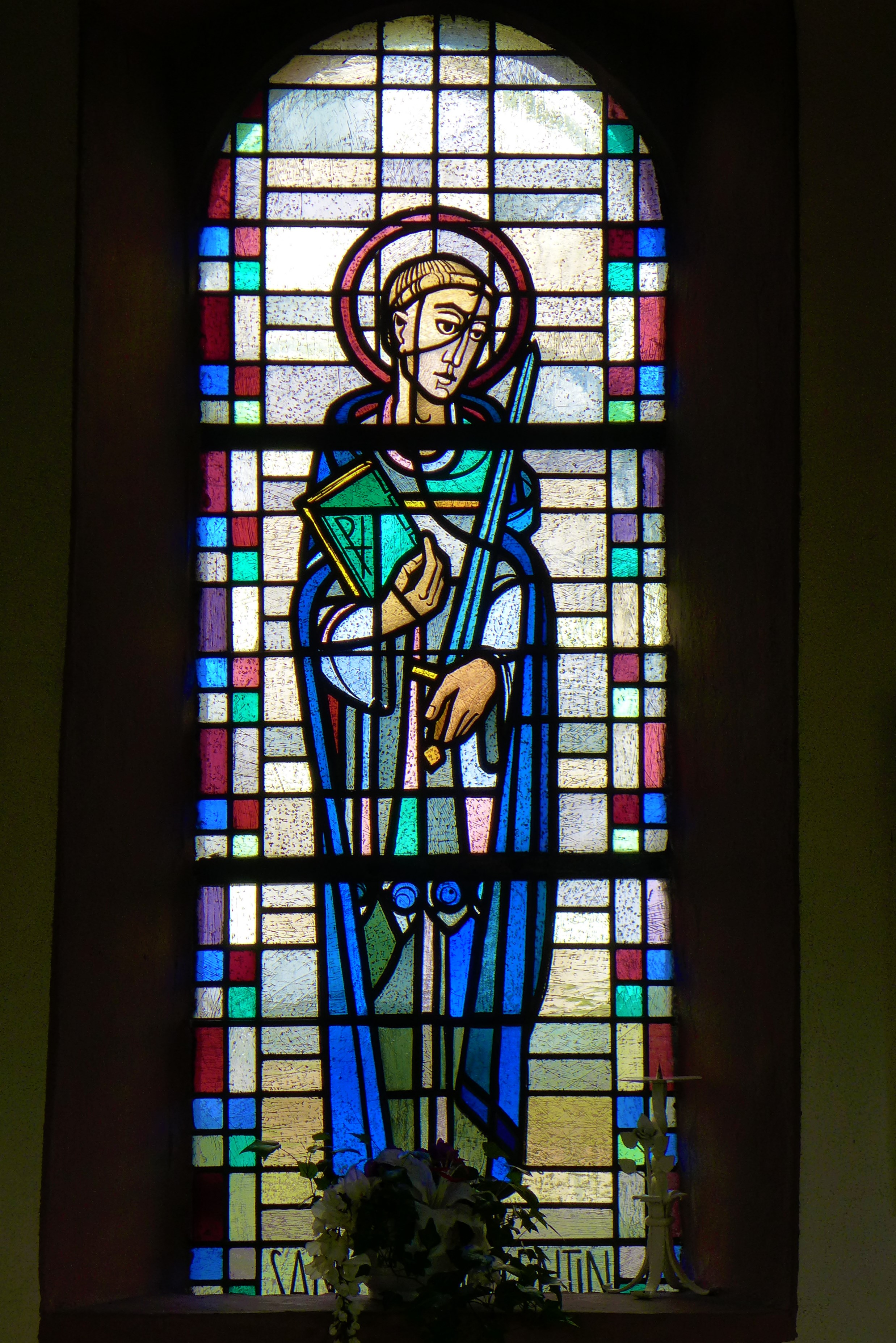
Valentinus-Fenster rechts vom Altar

Im Zweiten Weltkrieg wurde die Valentinuskapelle durch den Beschuss der United States Army stark beschädigt und nach dem Krieg wieder restauriert. Der alte Altarstein war jedoch nicht mehr auffindbar. Heute ist in den modernen Sandstein-Altar von 2009 ein Trierer Altarstein aus dem Jahr 1942 eingelassen. Die Kapelle aus Bruchsteinmauerwerk wurde nach dem Zweiten Weltkrieg verputzt und erhielt ein neues Satteldach mit Schieferdeckung. Die Abwalmung ist im Apsisbereich dreifach und im Eingangsbereich einfach. Die Glasmalereiwerkstatt Binsfeld aus Trier schuf im Jahr 1951 vier neue Fenster. Die Fenster des Apsisbereiches sind figürlich, die beiden Schifffenster sind geometrisch mit buntem Würfelfries am Rand verglast.
Das linke Fenster des Chorraumes zeigt eine Darstellung der italienischen Jungfrau und Märtyrerin Maria Goretti. Die Heiligsprechung Maria Gorettis war erst am 24. Juni 1950 Papst Pius XII. bei einer Feier vor einer halben Million Gläubigen auf dem Petersplatz in Rom erfolgt. Insofern ist ihre Darstellung in der Valentinuskapelle ein frühes Zeugnis ihrer Verehrung als Heilige der katholischen Kirche. In der Valentinuskapelle ist Maria Goretti mit den Attributen der Jungfräulichkeit und des Martyriums (Lilie und Märtyrerpalme) in antikisierenden Gewändern dargestellt. Ihr Gedenktag ist der 6. Juli.
Das rechte Apsisfenster zeigt den Patron der Kapelle, Valentin von Terni. Im dritten Jahrhundert n. Chr. war er Bischof von Interamna Nahars, dem heutigen Terni im Süden der mittelitalienischen Region Umbrien. Valentin von Terni wird heutzutage als Patron der Liebenden verehrt, sodass auf ihn das Brauchtum des Valentinstags zurückgeht. Valentin wird als Schutzpatron der Jugendlichen, der Reisenden sowie der Imker verehrt. Angerufen wird er bei Wahnsinn, Epilepsie und Pest. Zudem soll er zu einer guten Verlobung und Heirat sowie – wie bei Maria Goretti – zur Bewahrung der jungfräulichen Unschuld verhelfen. Sein Gedenktag ist der 14. Februar. Valentins von Terni wird oft als Bischof mit einem kranken Kind zu seinen Füßen und mit dem Schwert seines Martyrium durch Enthauptung dargestellt. Das Fenster zeigt den Heiligen in schlichten Gewändern ohne Mitra und Bischofsstab. Er hält das Martyriumsschwert in seiner Linken und ein Evangeliar mit Christogramm in seiner Rechten. Auf dem Altar stand bis 2002 eine farbig gefasste neospätgotische Statue des Heiligen mit ausdrucksstarkem Gesicht sowie detaillierter Gewandungen mit reichem Faltenwurf im Stile der Schule von Tilman Riemenschneider. Die Statue, zu deren Füßen die Darstellung eines schutzsuchenden Kindes angebracht ist, verbrachte man im Jahr 2002 in die Düppenweiler Pfarrkirche. Besonders der Düppenweiler Pensionärsverein kümmerte sich über Jahrzehnte hinweg um die Kapelle „Im alten Dorf“.

### Renovierung 2009
Eine umfassende Renovierung der Gebetsstätte wurde im Jahr 2009 von Erhardt Hardt und Karl-Rudi Wilhelm mit finanzieller Unterstützung von vielen Einwohnern des Ortes Düppenweiler sowie der Gemeinde Beckingen durchgeführt. Die Gemeinde Beckingen ist heute Eigentümerin der Kapelle. Den Auftrag zur Gestaltung eines Sandsteinreliefs des heiligen Valentin über dem Altar erhielt der lothringische Bildhauer und Schreiner Antoine ‚Toun‘ Dihé (* 1954) aus Waldwiese. Der Künstler griff dabei in abstrahierender Weise auf die Formen der neospätgotischen Skulptur des Heiligen zurück, die bis 2002 in der Kapelle gestanden hatte. Das moderne Relief ist aus rotem saarländischem Buntsandstein sowie aus gelbem Jaumont-Stein aus Lothringen gefertigt.  Die Kosten hierfür übernahm der örtliche Obst- und Gartenbauverein aus Düppenweiler.

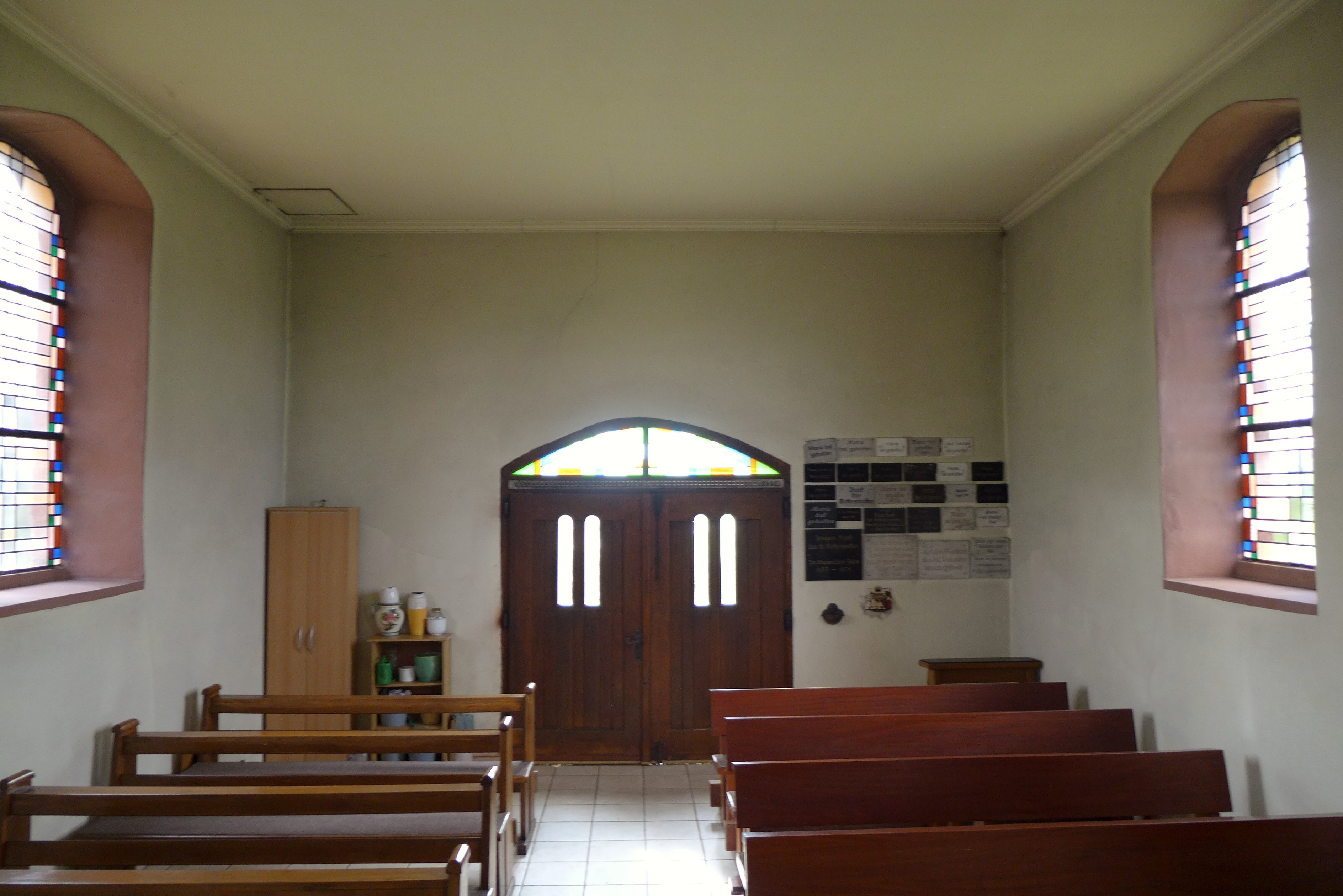
Inneres mit Blick zur Eingangspforte
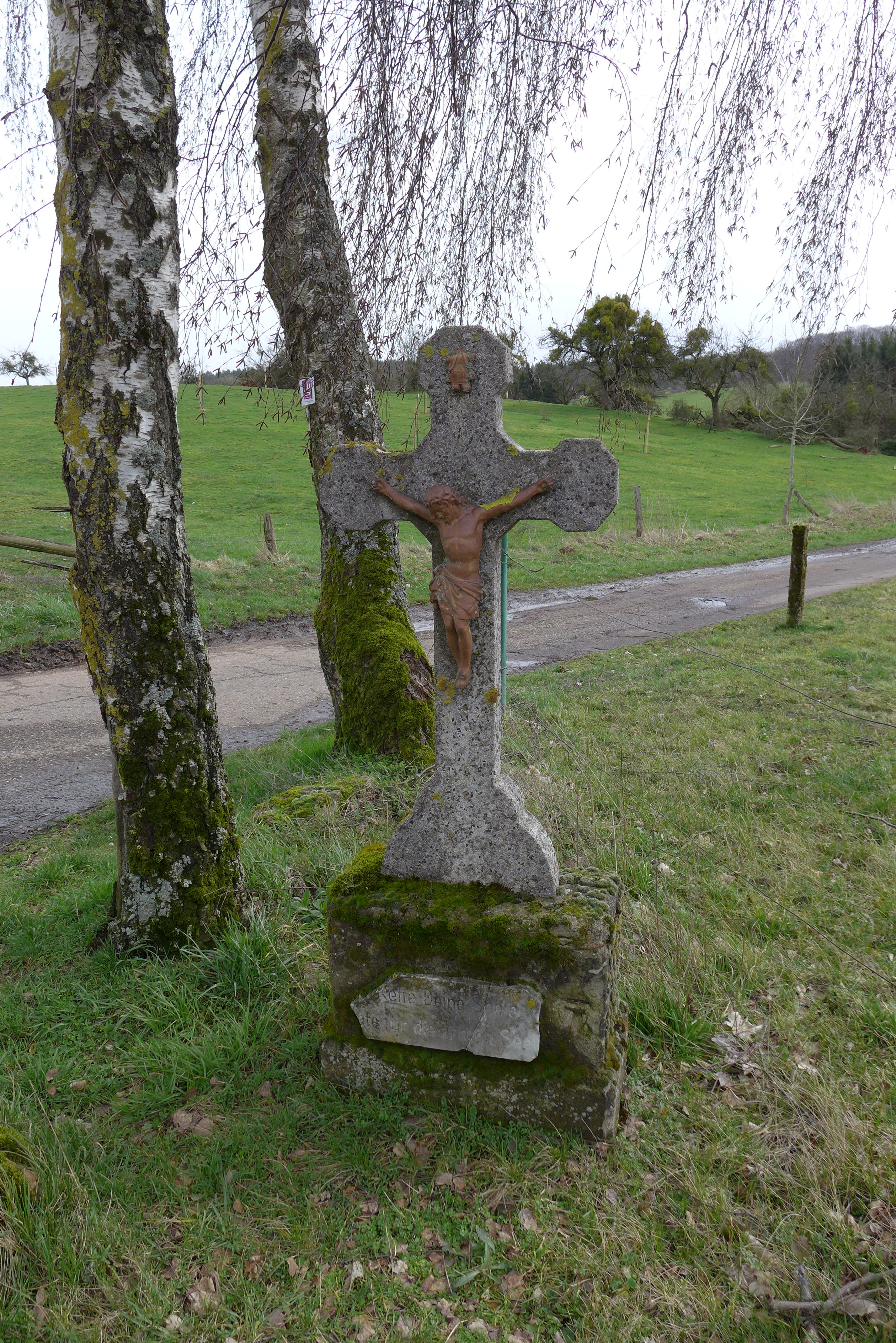
Wegekreuz bei der Valentinuskapelle
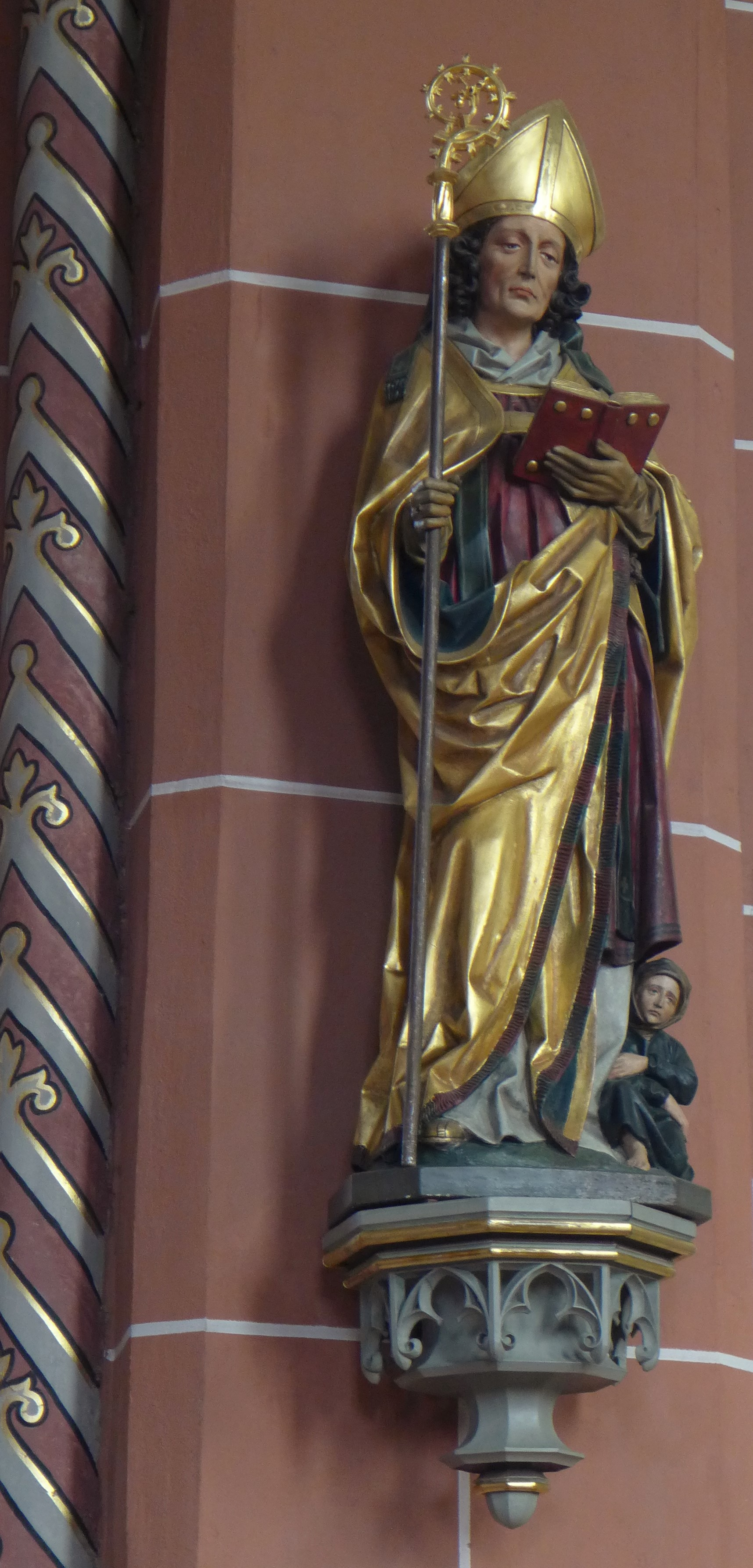
Neogotische Valentinusfigur aus der Valentinuskapelle in der Düppenweiler Pfarrkirche St. Leodegar
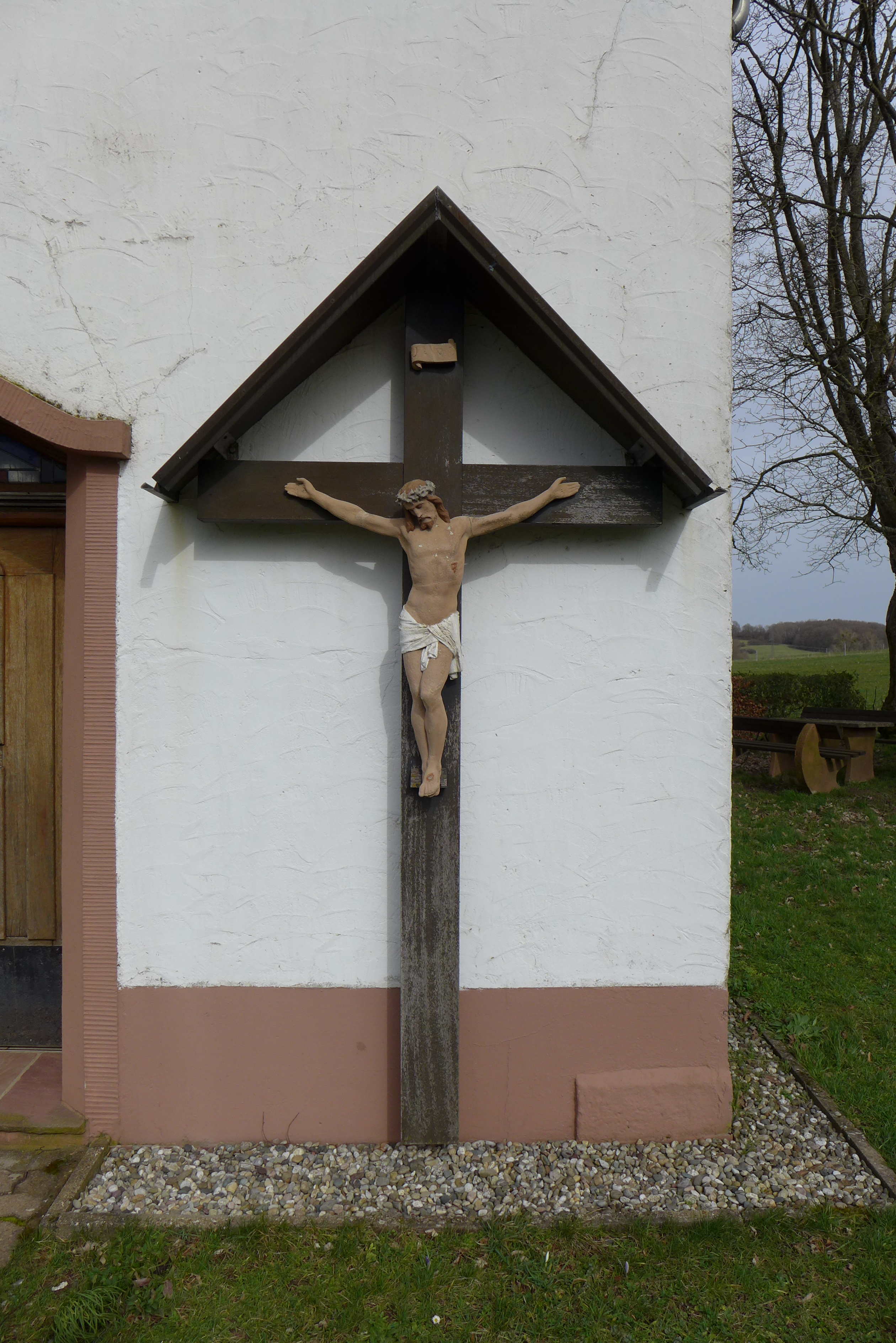
Kreuz an der Außenfassade
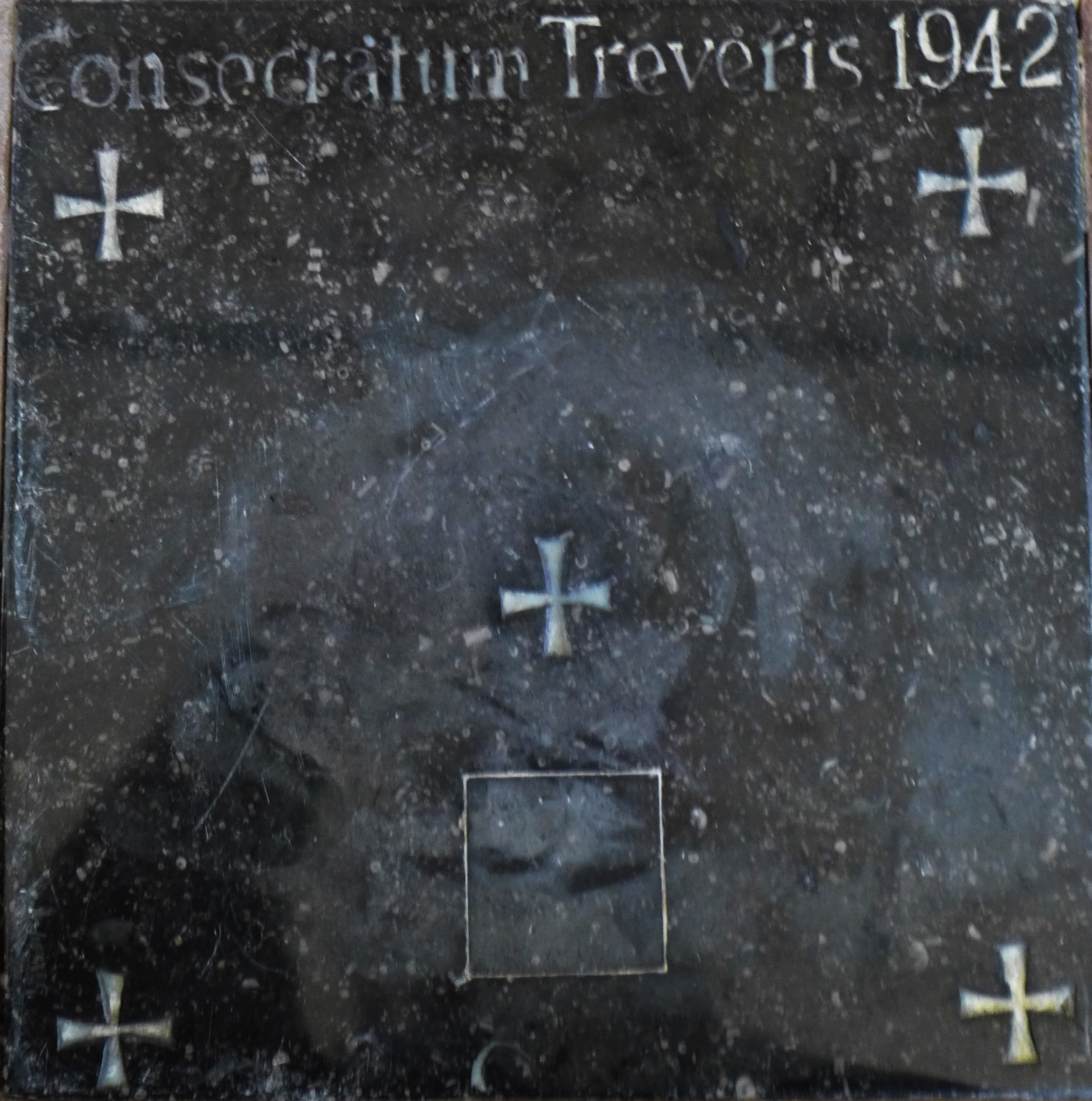
Altarstein

## Maße
Die Valentinuskapelle weist folgende Maße auf:
- Mauerstärke: 0,60 Meter
- Rundbogenfenster: 2,20 × 0,95 Meter
- Eingangspforte: 2,15 (Breite) × 2,65 (Höhe) Meter
- Fassadenkruzifix: 2,85 × 1 Meter
- Breite des Innenraumes: 5,70 Meter
- Länge des Innenraumes: 8,25 Meter
- Höhe des Innenraumes: 4,25 Meter
- Sitzplätze: ca. 35